# Tortula cernua
Tortula cernua là một loài Rêu trong họ Pottiaceae. Loài này được (Huebener) Lindb. miêu tả khoa học đầu tiên năm 1879.